# بانگورا
بانگورا (به لاتین: Bhangura) یک منطقهٔ مسکونی در بنگلادش است که در ناحیه پابنا واقع شده‌است. بانگورا ۱۲۰٫۲ کیلومتر مربع مساحت و ۸۱٬۶۲۴ نفر جمعیت دارد.